# Янтарна
Янта́рна — пасажирська залізнична станція залізнична станція Львівської дирекції залізничних перевезень Львівської залізниці.
Розташована в місті Новояворівськ Яворівського району Львівській області на лінії Затока — Яворів між станціями Затока (15 км) та Шкло-Старжиська (5 км). Розташована у східній околиці міста за адресою: вул. Привокзальна, 3.
Пасажирські електропоїзди в напрямку до Шкла та Львова курсують через станцію двічі на добу маршрутом з/до станції Шкло-Старжиська. Сама залізнична лінія тягнеться до м. Яворів, туди здійснюється лише вантажний рух.
Назва залізничної станції походить від найпершої назви міста Новояворівська — селища Янтарне.
Розклад руху пасажирських поїздів (станом на 13.07.2025):
- до Львова (приміський вокзал): щоденно о 6:21 (прибуття о 7:42);
- до с-ща Шкло (станція Шкло-Старжиська): щоденно о 21:49 (прибуття о 22:08);
- зі Львова (приміський вокзал): щоденно о 20:28 (прибуття до Янтарної о 21:49).

Зі станції вирушають такі пасажирські поїзди:
| № поїзда  | Маршрут руху            |
| --------- | ----------------------- |
| Приміські |                         |
| 6126      | Шкло-Старжиська — Львів |
| 6125      | Львів — Шкло-Старжиська |

## Історія
У 1989 році на залізничній станції Янтарна була знята частина відеокліпу «Чуєш біль» — на заголовну композицію з однойменного дебютного аудіоальбому гурту «Скрябін»: youtube.com/watch?v=FWQb6cx1XS0&t=78s
У 2024 році каса залізничної станції Янтарна припинила свою роботу (причини та характер закриття в інфопросторі не уточнювались).